# Williamsport (Pensylwania)
Williamsport – miasto (city), ośrodek administracyjny hrabstwa Lycoming, w środkowej części stanu Pensylwania, w Stanach Zjednoczonych, położone u podnóża Alleghenów, nad rzeką West Branch Susquehanna. W 2013 roku miasto liczyło 29 349 mieszkańców.
Osada powstała w 1795 roku i nazwana została od imienia jednego z pierwszych osadników, Williama Russella. Oficjalne założenie miejscowości nastąpiło w 1806 roku (jako borough), a w 1866 roku uzyskała ona status miasta.
W przeszłości Williamsport był ośrodkiem przemysłu drzewnego. Obecnie istotną rolę w lokalnej gospodarce odgrywa przemysł metalowy, skórzany, meblarski, spożywczy oraz tekstylny.
W mieście swoją siedzibę mają uczelnie Lycoming College (zał. 1812) oraz Pennsylvania College of Technology (zał. 1989, część Pennsylvania State University), a także organizacja Little League Baseball.